# Lamel·lipodi

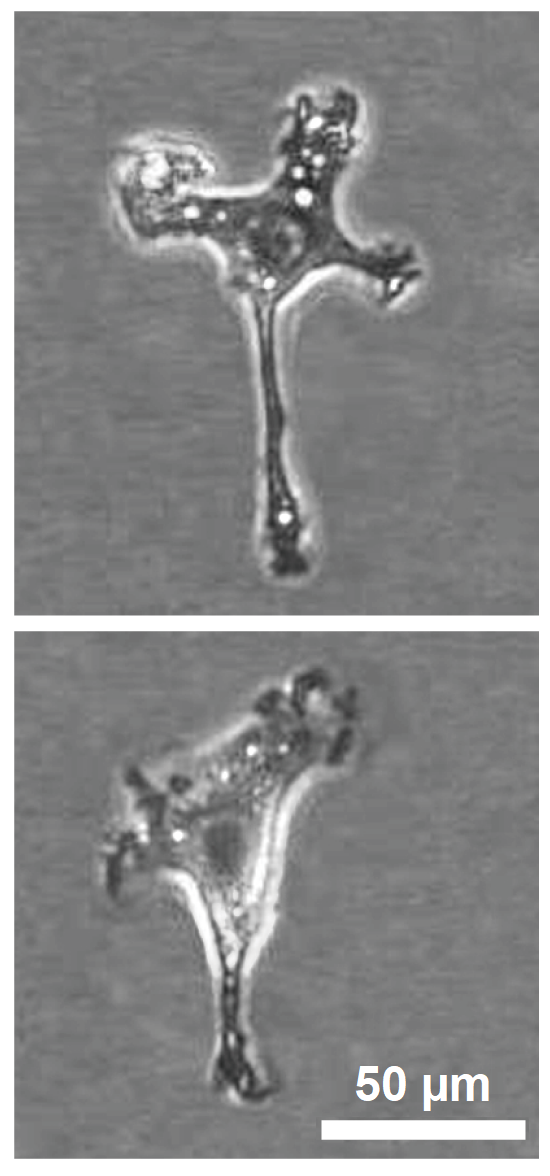
Vista del Lamel·lipodi a través del microscopi.

Un lamel·lipodi (lat. lamella, "petita làmina" i gr. Podοs, "peu") és una llarga extensió membranosa feta de polímers d'actina F que utilitza la cèl·lula per explorar el medi que l'envolta a la recerca de matriu extracel·lular. El lamel·lipodi és una estructura prominent de migració rica en actina. La seva formació és dependent d'una proteïna G monomèrica anomenada Rac1. Els lamel·lipodis possibiliten el moviment de la cèl·lula en tres passos: protrusió, fixació i tracció.